# 東海道新幹線
東海道新幹線（日语：／ Tōkaidō Shinkansen */?）是日本新幹線路線之一，起於東京站、迄於新大阪站，串連東京、名古屋、大阪等日本三大都市，為日本乃至於世界第一條高速鐵路。因多數列車班次與山陽新幹線直通運行，故時常被合稱「東海道·山陽新幹線」。1964年10月1日通車時由日本國鐵經營，1987年國鐵分割民營化後由JR東海接手。
東海道新幹線啟用後，已成為日本東西部運輸的大動脈，其後加上山陽新幹線的開通，旅客可搭乘新幹線列車從東京直達福岡。其每日開行列車336次、每日運輸人次約45萬人、年間運輸人次約1.65億人次（2016年），乃世界鐵路運輸服務的重要典範，亦為世界上最繁忙的高速铁路线之一。在2017年3月之前的一年时间里，它的客运量为1.59亿人次，自50多年前开通以来，它的总客运量已超过64亿人次。在高峰期，该线路每个方向每小时最多运送16列火车，每列16节车厢（1,323个座位，偶尔有额外的站立乘客），火车之间的前进距离可以控制在三分钟，班次非常頻密。

## 簡介

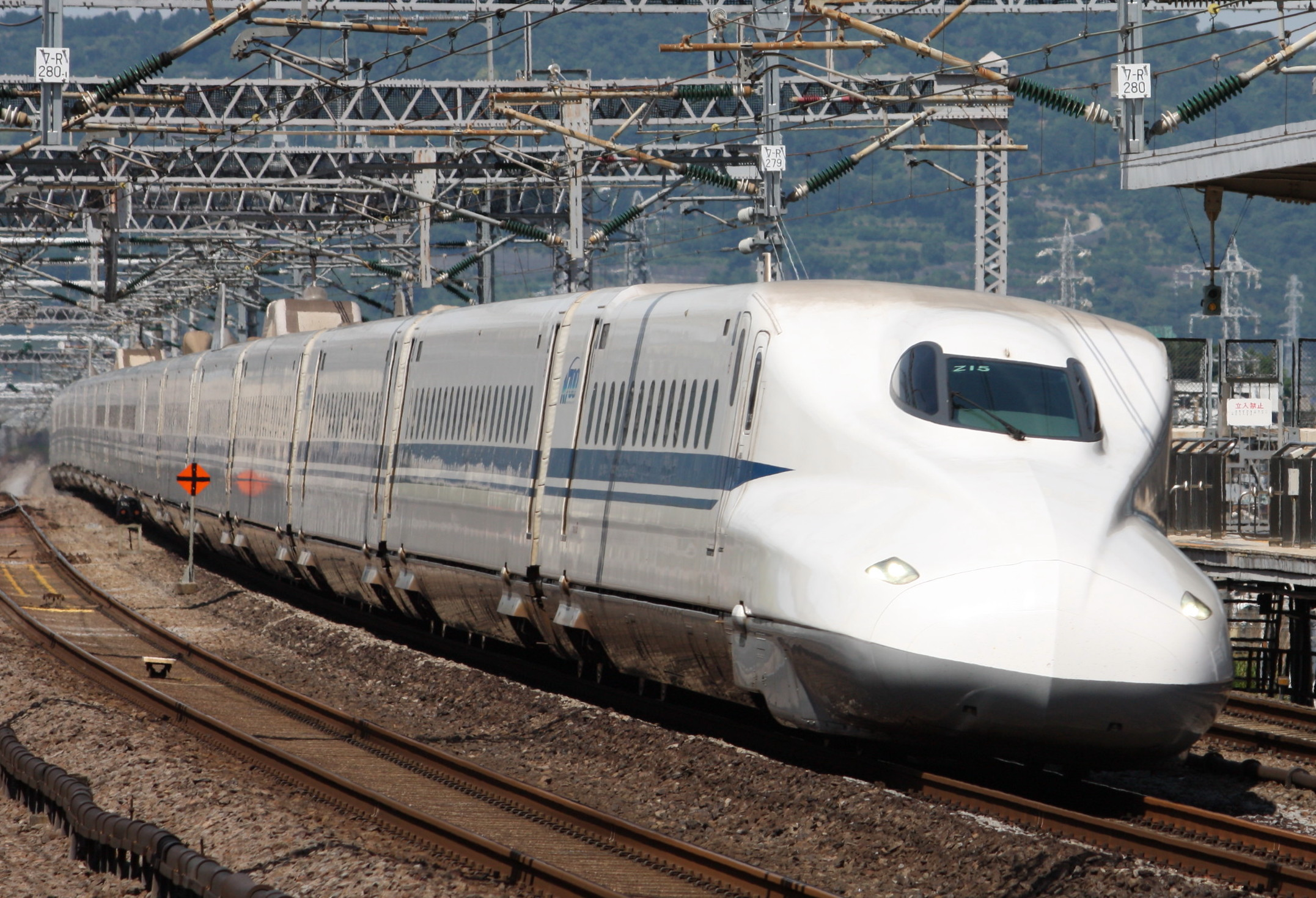
正在通過小田原站的N700系列車

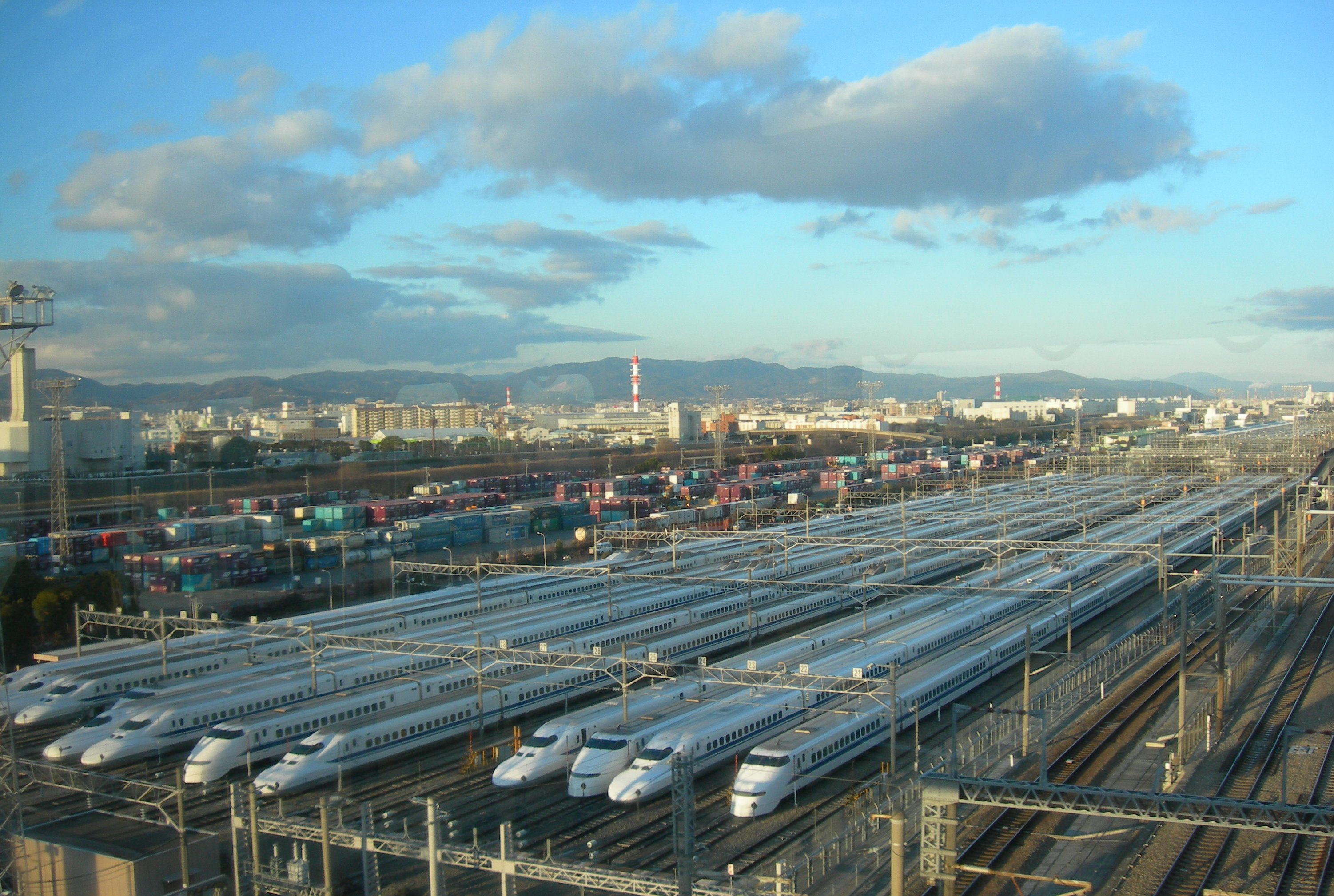
東海道新幹線在大阪的

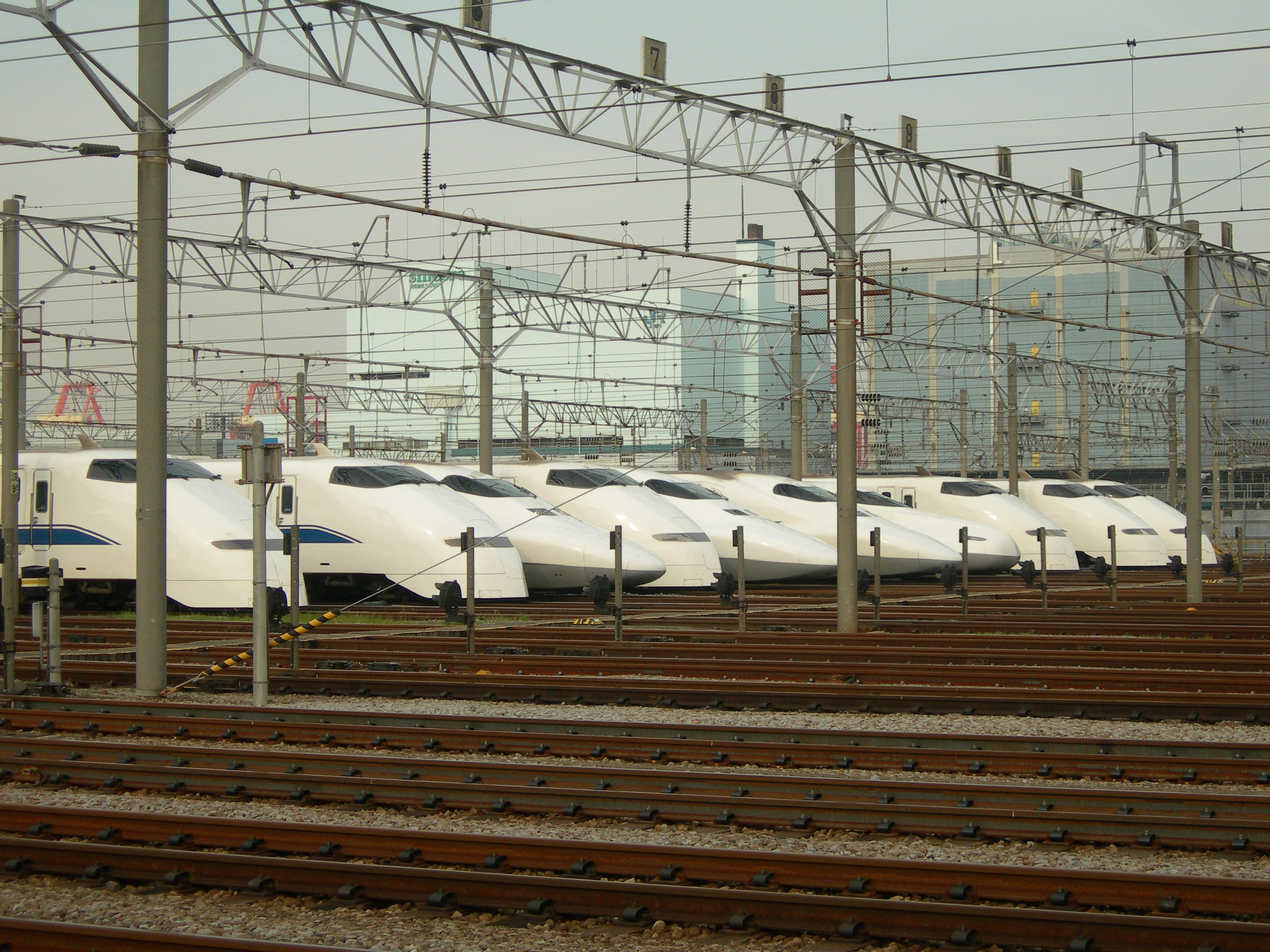
東海道新幹線在東京的大井車輛基地

在日本，鐵路是不可或缺的城際交通工具。第二次世界大战前，日本已經著手研究「子彈列車」計劃，利用高速的蒸汽火車來往东京和下關，更於1940年開始著手興建新線，但之後在1943年因戰局惡化而停建。
至1950年代，連接東京、名古屋、大阪等日本三大都市的東海道本線已經呈現運量飽和。同時，採用窄軌規格的東海道本線並不能提供快速的服務；加上東京成功爭取到1964年夏季奧運的主辦權，興建一條新的快速鐵路迫在眉睫。当时的日本国铁总裁十河信二提出，要将东京到大阪之间的路程从8个小时缩短到两个小时。日本國鐵於是利用當時興建子彈列車時殘留的設施，於1959年開始興建標準軌新線，總經費達3800億日圓，修建过程中，工程屡次追加修建预算，一度引来了诸多媒体的批判。最后，此新線在1964年東京奧運開幕前及時開業，成為日本以及全世界第一條高速鐵路；身為該鐵路線倡議者的十河信二也因此被称作“新干线之父”和“世界高速铁路之父”。此新線在計劃階段時，原暫時命名為「東海道新線」，後來決定以「新幹線」這個日本國有鐵道內部對戰前「子彈列車」計畫的稱呼，命名為「東海道新幹線」。
日本國鐵分割民營化時，东海道新干线全线被分割到JR东海名下，因而为JR东海带来了巨额的财政收益，該公司有近九成的營收來自這條新幹線。經過多次提速，目前（2016年）利用東海道新幹線由東京至新大阪最快只需2小時22分。

## 历史

### 国铁时代

#### 通車前
- 1956年5月10日 - 日本國鐵對東海道新幹線進行實現可行性研究。
- 1958年12月19日 - 建設工程被批准。
- 1959年4月20日 - 於熱海新丹那隧道東口進行開工典禮，正式開始興建。
- 1961年5月1日 - 世界銀行就此線計劃批准8000萬美元貸款，年利率5.75厘，預計20年後全數償還。
- 1962年3月15日 - 開始鋪軌。
- 1962年5月 - 鸭宫示范线建設完成。
- 1962年6月 - 開始在鴨宮示範線不載客試車。
- 1963年3月30日 - 在鴨宮示範線上進行速度試驗，達致時速256公里。
- 1964年7月1日 - 東京至新大阪全線路軌鋪設完成，並於川崎進行鋪軌結束儀式。
- 1964年7月25日 - 開始全線試營運。

#### 通車后
- 1964年10月1日 - 正式通車。通車當時只有回聲號（こだま，漢字寫為「木靈」）及光號（ひかり）兩種列車等級，使用車輛為0系，最高營運速度是每小時200公里，光號由東京至新大阪需要4小時，回聲號需要5小時。當時共啟用東京、新橫濱、小田原、熱海、靜岡、濱松、豐橋、名古屋、岐阜羽島、米原、京都、新大阪12站, 採用1-1時刻表（1小時1班光號及1班回聲號）。
- 1965年4月20日 - 靜岡縣發生Mj 6.1級地震[6]，靜岡市附近山泥傾瀉。
- 1965年10月1日 - 採用2-2時刻表。
- 1965年11月1日 - 因地基穩定，最高營運速度提高至每小時210公里。光號由東京至大阪所需時間減至3小時10分，回聲號減至4小時。
- 1967年10月1日 - 採用3-3時刻表。
- 1969年4月25日 - 三島站啟用。
- 1972年3月15日 - 與當時新開業的山陽新幹線（當時通車路段為新大阪至岡山之間）原車直行（直通運行）。採用4-4時刻表。
- 1973年9月1日 - 東京的大井車輛基地啟用。
- 1975年3月10日 - 配合山陽新幹線通車至博多，原車直行路段亦延伸至博多。
- 1976年7月1日 - “光”号往返一班新停靠新横滨站和静冈站。
- 1978年7月4日 - 丰桥和名古屋之间的架空线路被切断。停运约5小时。51趟列车停运。
- 1985年3月14日 - 採用6-4時刻表。
- 1985年10月1日 - 100系開始投入東海道新幹線營運。
- 1986年11月1日 - 最高營運速度提高至每小時220公里，光號由東京至大阪所需時間減至2小時56分。

### JR東海時代
- 1987年4月1日 - 隨著國鐵分割民營化，東海道新幹線改由JR東海營運。
- 1988年3月13日 - 新富士、掛川及三河安城站啟用。
- 1989年3月11日 - 採用7-4時刻表。
- 1992年3月14日 - 希望號（のぞみ）開始投入營運，使用車輛為新的300系，同時最高營運速度亦提升至每小時270公里。希望號全線營運需時2小時30分。
- 1993年3月18日 - 採用1-7-3時刻表（首位數字為希望號）。
- 1996年3月16日 - 採用2-7-3時刻表。
- 1997年11月29日 - 由西日本旅客鐵道（JR西日本）擁有的500系開始投入東海道新幹線直通運轉。
- 1999年3月13日 - 700系開始投入東海道新幹線營運。
- 1999年9月18日 - 做為新幹線開山祖師的0系退出東海道新幹線服務。
- 2001年10月1日 - 採用3-6-3時刻表。
- 2003年9月16日 - 100系退出東海道新幹線服務。

### 品川站啟用後
- 2003年10月1日 - 新幹線品川站啟用。同時，以光號為主體的列車時刻表改為以希望號為主，採用7-2-3時刻表。
- 2006年3月18日 - 引入數位式ATC-NS號誌系統。
- 2007年7月1日 - N700系列車投入東海道新幹線營運，希望號由東京到新大阪行車時間再減至2小時25分。
- 2008年3月15日 - 時刻表調整，全部營業列車停靠品川站和新橫濱站。“光”停站模式变化。小田原站、静冈站、滨松站、丰桥站的光车站数量有所增加。此外，700系开始用于白天的“回声”。
- 2009年3月14日 - N700系列車上開始提供無線網絡服務。同日採用9-2-2時刻表。
- 2010年2月28日 - 500系列車退出東海道新幹線服務。
- 2010年3月13日 - 直通山陽新幹線的希望號全部採用N700系列車。
- 2012年3月16日 - 最早用於希望號的300系列車退出東海道、山陽新幹線服務。
- 2013年2月8日 - N700A列車開始營運。
- 2013年3月16日 - 新大阪站27號月台啟用。
- 2015年3月14日 - N700A列車最高時速提昇至時速285公里（希望號班次啟用23年來首次提速），全程行車時間預計再縮短3分鐘至2小時22分。
- 2015年6月30日 - 從東京開往新大阪的225次希望號列車，行駛在小田原市內路段時，一名男性乘客突然在第1車廂內淋油自焚當場身亡，同時造成同車廂內一名女性吸入過多濃煙傷重不治。[7]
- 2017年12月11日 - 從博多開往東京的34次希望號列車，在行駛時發現列車出現異常，在名古屋站停靠時進行緊急檢查，發現車輛下方發現漏油，決定列車停駛；之後又進行檢查，確認第13車廂的轉向架出現裂縫[8][9]。運輸安全委員會介入調查後，認為列車若繼續行駛有出軌之虞，因此判定該起事故為「嚴重事件」（重大インシデント），是新幹線開通以來首例[10][11][12][13]。
- 2018年6月9日 - 由東京開往新大阪的265次希望號列車（當日往新大阪末班車），新橫濱站開車後於綠色車廂發生隨機殺人事件，一名22歲無業男子以柴刀及水果刀刺向其他乘客，結果於小田原站緊急停車。該男子被逮捕，事件造成一死兩傷。
- 2019年5月至6月间 - 新型动车组N700S系于东海道新干线米原至京都段进行高速测试，最高运行速度达到362km/h，刷新东海道新干线列车运行最高速度。[14]N700S系预计2020年7月正式投入运营。
- 2020年3月8日 - 700系列車计划于此日举办告别仪式，退出東海道新幹線服務[15]。但受新型冠状病毒疫情影响告别班次和纪念式典取消。因此700系列車最後一班商運車輛任務已於3月1日完成[16][17]。自此各班次全面由N700系列車營運。
- 2020年7月1日 - N700S系列車正式投入營運，首發車擔當「希望1號」從東京站出發開往博多站。
- 2021年6月 - 因行動電話普及率高，JR集團各公司拆除所有新幹線列車上的公用電話[18]。
- 2022年12月18日 - 丰桥站与三河安城站之间的架空电线被切断，导致丰桥站与名古屋站之间停电，东京站与新大阪站之间的上下线停运约四个小时[19][20]。约11万人受到影响，114趟列车延误，74趟列车取消。即使恢复运营后，列车时刻表仍会受到干扰，因此东京站、名古屋站和新大阪站将准备列车旅馆[19]。在停电期间，列车内的厕所和空调都被停止，导致移动厕所排起长队。品川站聚集了太多的人根本无法移动，有很多叫喊声[21]。
- 2024年3月16日 - 东海道、山阳、九州新干线列车上的吸烟室被废除，改建为紧急饮用水储存室。因此，日本所有新干线列车上将不再允许吸烟[22][23][24]。
- 2024年7月22日 - 因凌晨3时35分左右，丰桥站至三河安城站之间发生维修车辆碰撞脱轨事故，滨松站至名古屋站之间的上下行线全天停运[25]。

## 路線資料
- 距離（實際距離）：515.4公里（營業距離為552.6公里）。
  - 東海道新幹線於起初被視為東海道本線（在來線）的新增軌道（複複線），因而實際距離與營業距離有較大差別。
- 軌距：1,435毫米（標準軌）
- 站數：17個（包括起終點站）
  - 東海道新幹線單獨站2個（在來線連同其他公司管理的車站共10個）。
- 信號場數：2個
- 複線路段：全線
- 電氣化路段：全線（交流電25,000 V、60 Hz、高架電車線）
- 運行方式：按照車內信號的ATC方式
- 保安裝置：按照車上主體型數碼式的ATC-NS
  - 2006年3月為止按照地上主體型採用模拟式的ATC-1型。
- 道床：有碴軌道
- 車輛基地
  - 大井車輛基地（品川）、鳥飼車輛基地（新大阪）、三島車輛所、名古屋車輛所
  - 靜岡留置線
  - 浜松工場
- 運轉指令所（車務控制中心）：新幹線綜合指令所
  - 為了緊急時期，設置了新幹線第二綜合指令所。
- 列車運行管理系統：新幹線運行管理系統（通稱 COMTRAC：Computer aided Traffic Control System）
- 路線結構組合：路基 53%、橋樑 11%、高架橋 22%、隧道 13%[26]

東京站－岐阜羽島站間為新幹線鐵道事業本部直轄，米原站－新大阪站間為其下部組織關西支社管轄。

## 車站列表
- 接續路線只限記載與車站接續路線（正式路線名）。到發運行系統參見各站條目。
- 距離為東京站起計的累計距離。
- 各列車的東海道新幹線內的停車站參見停車站表

| 中文站名 | 日文站名 | 英文站名 | 營業距離 | 實際距離 | 停車站 | 接續路線 | 所在地              | 所在地              |
| --- | -------- | -------- | -------- | -------- | ------ | --- | ------------------- | ------------------- |
| 東京 |          |          | 0.0      | 0.0      | 全     | 東日本旅客鐵道： 東北新幹線、上越新幹線、北陸新幹線 中央線（JC01）、 山手線（JY01）、 京濱東北線（JK26） 東海道本線（JT01）、 東北本線、高崎線、常磐線（JU01） 橫須賀·總武快速線（JO19）、 京葉線（JE01） 東京地下鐵： 丸之內線（M17）                               | 東京都              | 千代田區            |
| 品川 |          |          | 6.8      | 6.8      | 全     | 東日本旅客鐵道： 山手線（JY25）、 京濱東北線（JK20） 東海道本線、東北本線、高崎線、常磐線（JT03）、 橫須賀·總武快速線（JO17） 京濱急行電鐵： 本線（KK01） | 東京都              | 港區                |
| 新橫濱 |          |          | 28.8     | 25.5     | 全     | 東日本旅客鐵道： 橫濱線（JH16） 相模鐵道： 相鐵新橫濱線（SO52） 東急電鐵： 東急新橫濱線（SH01） 橫濱市營地下鐵： 藍線（B25） | 神奈川縣            | 橫濱市港北區        |
| 小田原 |          |          | 83.9     | 76.7     |        | 東日本旅客鐵道： 東海道本線（JT16） 小田急電鐵： 小田原線（OH47） 伊豆箱根鐵道： 大雄山線（ID01） 箱根登山鐵道： 箱根登山鐵道線（OH47、與小田急共通） | 神奈川縣            | 小田原市            |
| 熱海 |          |          | 104.6    | 95.4     |        | 東日本旅客鐵道： 東海道本線、伊東線（JT21） 東海旅客鐵道： 東海道本線（CA00） | 靜岡縣              | 熱海市              |
| 三島 |          |          | 120.7    | 111.3    |        | 東海旅客鐵道： 東海道本線（CA02） 伊豆箱根鐵道： 駿豆線（IS01） | 靜岡縣              | 三島市              |
| 新富士 |          |          | 146.2    | 135.0    |        | | 靜岡縣              | 富士市              |
| 靜岡 |          |          | 180.2    | 167.4    |        | 東海旅客鐵道： 東海道本線（CA17） 靜岡鐵道：■ 靜岡清水線（新靜岡，S01） | 靜岡縣              | 靜岡市葵區          |
| 掛川 |          |          | 229.3    | 211.3    |        | 東海旅客鐵道： 東海道本線（CA27） 天龍濱名湖鐵道：■ 天龍濱名湖線 | 靜岡縣              | 掛川市              |
| 濱松 |          |          | 257.1    | 238.9    |        | 東海旅客鐵道： 東海道本線（CA34） 遠州鐵道：■ 遠州鐵道線（新濱松，01） | 靜岡縣              | 濱松市中央區        |
| 豐橋 |          |          | 293.6    | 274.2    |        | 東海旅客鐵道： 東海道本線（CA42，靜岡地區、名古屋地區共通）、 飯田線（CD00） 名古屋鐵道： 名古屋本線（NH01） 豐橋鐵道：■ 東田本線（站前，1）、■ 渥美線（新豐橋，1）                                                                                                  | 愛知縣              | 豐橋市              |
| 三河安城 |          |          | 336.3    | 312.8    |        | 東海旅客鐵道： 東海道本線（CA55） | 愛知縣              | 安城市              |
| 名古屋 |          |          | 366.0    | 342.0    | 全     | 東海旅客鐵道： 東海道本線（CA68）、 中央本線（CF00）、 關西本線（CJ00） 名古屋臨海高速鐵道：●AN 西名古屋港線（青波線，AN01） 名古屋市營地下鐵： 東山線（H08）、 櫻通線（S02） 名古屋鐵道： 名古屋本線（名鐵名古屋，NH36） 近畿日本鐵道： 名古屋線（近鐵名古屋，E01） | 愛知縣              | 名古屋市中村區      |
| 岐阜羽島 |          |          | 396.3    | 367.1    |        | 名古屋鐵道： 羽島線（新羽島，TH09） | 岐阜縣 羽島市       | 岐阜縣 羽島市       |
| 米原 |          |          | 445.9    | 408.2    |        | 東海旅客鐵道： 東海道本線（CA83） 西日本旅客鐵道： 琵琶湖線（JR-A12） 近江鐵道：■ 本線 | 滋賀縣              | 米原市              |
| 栗東號誌站 |          | /        | -        | (452.6)  |        | （此位置為預定設置南琵琶湖站的位置，但後來中止） | 滋賀縣              | 栗東市              |
| 京都 |          |          | 513.6    | 476.3    | 全     | 西日本旅客鐵道： JR京都線（JR-A31）、 琵琶湖線（JR-A31）、 湖西線（JR-B31）、 山陰本線（JR-E01）、 奈良線（JR-D01） 近畿日本鐵道： 京都線（B01） 京都市營地下鐵： 烏丸線（K11）                                                                                      | 京都府 京都市下京區 | 京都府 京都市下京區 |
| 鳥飼信號場 |          | /        | -        | (506.4)  |        | | 大阪府              | 攝津市              |
| 新大阪 |          |          | 552.6    | 515.4    | 全     | 西日本旅客鐵道： 山陽新幹線、 JR京都線（JR-A46）、 大阪東線（JR-F02） 大阪市高速電氣軌道： 御堂筋線（M13） | 大阪府              | 大阪市淀川區        |
| - 停車站…全：所有列車均會停車（2008年3月改點） - 長距離乘車券的特定都區市內 - ：東京山手線內及東京都區內、：橫濱市內、：名古屋市內、：京都市內、：大阪市內 |          |          |          |          |        | |                     |                     |

### 各站構造
| 配線分類 | 2月台4到發線                      | 2月台2到發線+通過線                                  | 2月台3到發線+通過線 | 2月台4到發線+通過線 | 2月台2到發線 | 1月台2到發線+通過線 |
| 構內圖   |                                   |                                                      |                     |                     |              |                     |
| 採用站   | 品川站、新橫濱站 名古屋站、京都站 | 小田原站、新富士站 靜岡站、掛川站 濱松站、三河安城站 | 豐橋站、米原站      | 岐阜羽島站          | 熱海站       | 三島站              |

| 配線分類 | 3月台6到發線 | 5月台8到發線 |
| 構內圖   |              |              |
| 採用站   | 東京站       | 新大阪站     |

## 使用車輛

### 現在使用車輛
2020年3月8日起
- N700系：現時東海道新幹線的主力車輛，服務希望號、光號及回聲號班次。
  - N700A：現時東海道新幹線管內的N700系皆是N700A。
- N700S系：現時東海道新幹線的最新車輛，服務部分希望號、光號及回聲號班次。

### 過去使用車輛
- 0系：曾服務回聲號及光號班次，1999年9月18日退出東海道新幹線服務。
- 100系：曾服務回聲號及光號班次，2003年9月16日退出東海道新幹線服務。
- 500系：希望號第二代列車，2010年3月1日退出東海道新幹線服務。
- 300系：曾用於希望號（のぞみ）第一代列車，之後主要負責回聲號（こだま）及光號（ひかり）的班次營運。於2012年3月16日退出東海道新幹線服務。
- 700系：後期主要服務光號及回聲號班次。于2020年3月1日开行最後一班，3月8日正式退出东海道新干线服务。

## 營運模式

### 列車種類
在1964年10月1日通車時，東海道新幹線設有「光號」、「回聲號」二種列車，1993年3月18日新設「希望號」並直通山陽新幹線，2003年10月1日起希望號取代光號為東海道新幹線主力車種。
「希望」（のぞみ，Nozomi）■
希望號擔任由東京至新大阪以及進入山陽新幹線的特快列車（東海道新幹線內中途只停東京、品川、新橫濱、名古屋，京都及新大阪）。大部份班次均為此類列車，每小時最多12班。
「光」（ひかり，Hikari）■
光號擔任由東京至新大阪/岡山的快速列車，比希望號停車稍多。每小時2班。
「回聲」（こだま，Kodama）■
又稱木靈。回聲號擔任由東京至名古屋/新大阪的各站均停列車，每小時2班。唯一沒有與山陽新幹線進行直通之班次。

### 時刻表與停靠站

#### 2024年3月16日起（12-2-3）
- 列車統一使用N700系（N700A）或N700S系，最高時速285公里。
- 希望號每小時至多可達12班車。
- 希望號東京到新大阪運行時間：（最短）2小時21分、（最長）2小時30分。
- 以下為白天運行模式，清晨及深夜時段會有不同。

| 列車類別 | 東京站 發車時間 | 東京 | 品川 | 新橫濱 | 小田原 | 熱海 | 三島 | 新富士 | 靜岡 | 掛川 | 濱松 | 豐橋 | 三河安城 | 名古屋 | 岐阜羽島       | 米原           | 京都           | 新大阪         | 新大阪站 到站時間 | 終點站             |
| -------- | --------------- | ---- | ---- | ------ | ------ | ---- | ---- | ------ | ---- | ---- | ---- | ---- | -------- | ------ | -------------- | -------------- | -------------- | -------------- | ----------------- | ------------------ |
| 希望號   | 00分            | ●    | ●    | ●      | →      | →    | →    | →      | →    | →    | →    | →    | →        | ●      | →              | →              | ●              | ●              | 30分              | 新大阪             |
| 光號     | 03分            | ●    | ●    | ●      | →      | △    | △    | →      | ●    | →    | ●    | →    | →        | ●      | →              | →              | ●              | ●              | 57分              | 岡山*              |
| 希望號   | 09分            | ●    | ●    | ●      | →      | →    | →    | →      | →    | →    | →    | →    | →        | ●      | →              | →              | ●              | ●              | 36分              | 博多               |
| 希望號◆  | 12分            | ●    | ●    | ●      | →      | →    | →    | →      | →    | →    | →    | →    | →        | ●      | →              | →              | ●              | ●              | 39分              | 新大阪、廣島、博多 |
| 希望號◆  | 18分            | ●    | ●    | ●      | →      | →    | →    | →      | →    | →    | →    | →    | →        | ●      | →              | →              | ●              | ●              | 45分              | 新大阪             |
| 希望號◆  | 21分            | ●    | ●    | ●      | →      | →    | →    | →      | →    | →    | →    | →    | →        | ●      | →              | →              | ●              | ●              | 48分              | 新大阪、廣島、博多 |
| 希望號◆  | 24分            | ●    | ●    | ●      | →      | →    | →    | →      | →    | →    | →    | →    | →        | ●      | →              | →              | ●              | ●              | 54分              | 新大阪             |
| 回聲號   | 27分            | ●    | ●    | ●      | ●      | ●    | ●    | ●      | ●    | ●    | ●    | ●    | ●        | ●      | （名古屋）06分 | （名古屋）06分 | （名古屋）06分 | （名古屋）06分 | （名古屋）06分    | （名古屋）06分     |
| 希望號   | 30分            | ●    | ●    | ●      | →      | →    | →    | →      | →    | →    | →    | →    | →        | ●      | →              | →              | ●              | ●              | 00分              | 博多               |
| 光號     | 33分            | ●    | ●    | ●      | ▲      | →    | →    | →      | →    | →    | →    | ▲    | →        | ●      | ●              | ●              | ●              | ●              | 27分              | 新大阪             |
| 希望號◆  | 39分            | ●    | ●    | ●      | →      | →    | →    | →      | →    | →    | →    | →    | →        | ●      | →              | →              | ●              | ●              | 06分              | 新大阪             |
| 希望號◆  | 42分            | ●    | ●    | ●      | →      | →    | →    | →      | →    | →    | →    | →    | →        | ●      | →              | →              | ●              | ●              | 12分              | 新大阪、廣島、博多 |
| 希望號◆  | 48分            | ●    | ●    | ●      | →      | →    | →    | →      | →    | →    | →    | →    | →        | ●      | →              | →              | ●              | ●              | 15分              | 新大阪             |
| 希望號   | 51分            | ●    | ●    | ●      | →      | →    | →    | →      | →    | →    | →    | →    | →        | ●      | →              | →              | ●              | ●              | 21分              | 廣島、博多         |
| 希望號◆  | 54分            | ●    | ●    | ●      | →      | →    | →    | →      | →    | →    | →    | →    | →        | ●      | →              | →              | ●              | ●              | 24分              | 新大阪             |
| 回聲號   | 57分            | ●    | ●    | ●      | ●      | ●    | ●    | ●      | ●    | ●    | ●    | ●    | ●        | ●      | ●              | ●              | ●              | ●              | 51分              | 新大阪*            |

| 列車類別 | 起點站             | 新大阪站 發車時間 | 新大阪         | 京都           | 米原           | 岐阜羽島       | 名古屋 | 三河安城 | 豊橋 | 浜松 | 掛川 | 靜岡 | 新富士 | 三島 | 熱海 | 小田原 | 新橫浜 | 品川 | 東京 | 東京站 到站時間 |
| -------- | ------------------ | ----------------- | -------------- | -------------- | -------------- | -------------- | ------ | -------- | ---- | ---- | ---- | ---- | ------ | ---- | ---- | ------ | ------ | ---- | ---- | --------------- |
| 希望號◆  | 博多               | 00分              | ●              | ●              | →              | →              | ●      | →        | →    | →    | →    | →    | →      | →    | →    | →      | ●      | ●    | ●    | 27分            |
| 希望號◆  | 博多、廣島、新大阪 | 06分              | ●              | ●              | →              | →              | ●      | →        | →    | →    | →    | →    | →      | →    | →    | →      | ●      | ●    | ●    | 33分            |
| 希望號   | 博多               | 09分              | ●              | ●              | →              | →              | ●      | →        | →    | →    | →    | →    | →      | →    | →    | →      | ●      | ●    | ●    | 36分            |
| 希望號◆  | 新大阪             | 15分              | ●              | ●              | →              | →              | ●      | →        | →    | →    | →    | →    | →      | →    | →    | →      | ●      | ●    | ●    | 45分            |
| 光號     | 新大阪             | 18分              | ●              | ●              | ●              | ●              | ●      | →        | ▲    | →    | →    | →    | →      | →    | →    | ▲      | ●      | ●    | ●    | 12分            |
| 希望號◆  | 新大阪             | 21分              | ●              | ●              | →              | →              | ●      | →        | →    | →    | →    | →    | →      | →    | →    | →      | ●      | ●    | ●    | 51分            |
| 回聲號   | （名古屋）38分     | （名古屋）38分    | （名古屋）38分 | （名古屋）38分 | （名古屋）38分 | （名古屋）38分 | ●      | ●        | ●    | ●    | ●    | ●    | ●      | ●    | ●    | ●      | ●      | ●    | ●    | 18分            |
| 希望號   | 博多、廣島         | 24分              | ●              | ●              | →              | →              | ●      | →        | →    | →    | →    | →    | →      | →    | →    | →      | ●      | ●    | ●    | 54分            |
| 希望號◆  | 新大阪             | 30分              | ●              | ●              | →              | →              | ●      | →        | →    | →    | →    | →    | →      | →    | →    | →      | ●      | ●    | ●    | 57分            |
| 希望號◆  | 博多、廣島、新大阪 | 33分              | ●              | ●              | →              | →              | ●      | →        | →    | →    | →    | →    | →      | →    | →    | →      | ●      | ●    | ●    | 03分            |
| 希望號◆  | 新大阪             | 39分              | ●              | ●              | →              | →              | ●      | →        | →    | →    | →    | →    | →      | →    | →    | →      | ●      | ●    | ●    | 06分            |
| 希望號   | 博多               | 45分              | ●              | ●              | →              | →              | ●      | →        | →    | →    | →    | →    | →      | →    | →    | →      | ●      | ●    | ●    | 15分            |
| 光號     | 岡山*              | 48分              | ●              | ●              | →              | →              | ●      | →        | →    | ●    | →    | ●    | →      | △    | △    | →      | ●      | ●    | ●    | 42分            |
| 希望號◆  | 新大阪             | 51分              | ●              | ●              | →              | →              | ●      | →        | →    | →    | →    | →    | →      | →    | →    | →      | ●      | ●    | ●    | 21分            |
| 回聲號   | 新大阪*            | 54分              | ●              | ●              | ●              | ●              | ●      | ●        | ●    | ●    | ●    | ●    | ●      | ●    | ●    | ●      | ●      | ●    | ●    | 48分            |
| 希望號   | 博多、廣島、新大阪 | 57分              | ●              | ●              | →              | →              | ●      | →        | →    | →    | →    | →    | →      | →    | →    | →      | ●      | ●    | ●    | 24分            |

圖示

●：停車、▲：於其中1站停車、△：部分列車於其中1站停車、→：通過、◆：臨時列車

＊：晨間光號、希望號由品川、新橫濱始發直通山陽新幹線。

＊：晨間光號延長至廣島到發，夜間光號、回聲號分別截短至新大阪、名古屋到發。

## 未成事
在米原和京都站之間在2006年5月開工興建南琵琶湖站，預計於2012年完成。然而，大津地方法院裁定栗東市發行的43億5000萬日元債券為非法發行，計劃已於2007年10月取消。

## 小資料

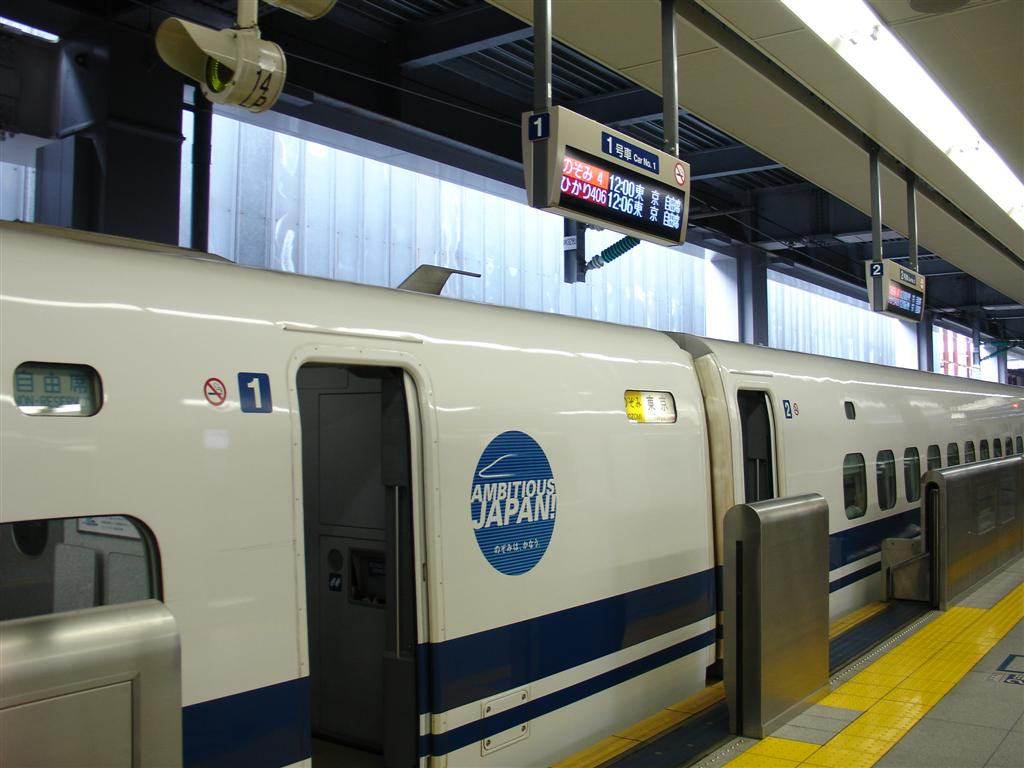
印有「AMBITIOUS JAPAN！」的700系希望號新幹線列車

- 在靜岡縣田方郡函南町有一地名以「新幹線」命名，該地方是當時子彈列車興建期間開鑿隧道的工人宿舍。
- 在該線開業前，京都至新大阪間路段因並行的阪急電鐵京都本線正進行高架化工程，在1963年4月至12月間曾出借做為臨時線之用，並設有多個臨時站。
- 東海道新幹線興建時，時任日本國鐵總裁十河信二為了讓興建計畫順利推行，制作假賬指建設只需1972億日圓（會計師計算為3000億日圓，後來更超支至3800億日圓），又指新幹線只是在來線提速，令新幹線能順利興建，並取得世界銀行8000萬美元貸款。[27]
- 東海道新幹線的列車的廣播提示音樂是日本搖滾組合TOKIO的樂曲《AMBITIOUS JAPAN!》，而部份700系列車的車身上也繪有對應的標語。但从2005年9月起JR東海陸續取消「AMBITIOUS JAPAN!」的標語塗裝，2005年10月底全部取消，僅保留车内的广播。
- 由於東海道新幹線屬早期設計，因此路線上的彎度較急，坡度亦較斜，故列車的最高營運速度一直被限制於270km/h，直至N700系電車面世，配合其擺式列車技術，才於2015年將最高營運速度升至285km/h。熱海站受地形限制，未設通過線且彎度過彎，導致時速更被限定只能以低於185km/h通過。

## 紀念物
2014年12月，纪念东海道新干线开通50周年，发行了1000日元银币和100日元硬币。

## 外部連結
- 東海旅客鐵道 （页面存档备份，存于）
- （页面存档备份，存于）

Template:Navbox
Template:Portal bar